# Eutrichosiphum querciphaga
Eutrichosiphum querciphaga är en insektsart. Eutrichosiphum querciphaga ingår i släktet Eutrichosiphum och familjen långrörsbladlöss. Inga underarter finns listade i Catalogue of Life.